# Premières Impressions
Ne doit pas être confondu avec Premières impressions (poème).
Premières Impressions est le 3e épisode de la saison 2 de la série télévisée Angel.

## Synopsis
Angel rêve de Darla et dort plus longtemps qu'à l'accoutumée. Gunn se présente à l'hôtel Hypérion pour lui demander son aide contre un démon nommé Deevak qui a tué deux membres de son gang. Gunn, accompagné de toute l'équipe, interroge sans succès un informateur nommé Jameel avant d'être interrompu par une attaque de vampires. Après être rentrée à l'hôtel, où Angel retourne à ses rêves, Cordelia a une vision de Gunn en danger et décide d'aller seule à son secours avec la voiture d'Angel. Mais la voiture est volée et Gunn et Cordelia partent la récupérer tandis que Wesley et Angel sont eux-mêmes à leur recherche.
Lors d'une attaque de vampires, une amie de Gunn manque d'être tuée mais un vampire survivant leur donne la localisation de Deevak. Gunn et Cordelia retrouvent la voiture d'Angel mais sont attaqués par Deevak, qui s'avère être Jameel. Ils résistent assez longtemps pour qu'Angel et Wesley les rejoignent et Angel finit par tuer le démon. Cordelia, qui a gagné le respect de Gunn, le prévient que c'est son propre mode de vie qui le met en danger. Angel retourne à ses rêves de Darla.

## Statut particulier
Noel Murray, du site The A.V. Club, estime que l'épisode comporte quelques bonnes scènes mais qu'il oscille pour l'essentiel entre « maladresses et lieux communs », les échanges entre Gunn et Cordelia étant pour l'essentiel « plutôt agaçants » et parfois même pénibles à regarder même si l'effort des scénaristes de donner plus de profondeur à Gunn est appréciable. Pour Ryan Bovay, du site Critically Touched, qui lui donne la note de B-, l'épisode est bien rythmé et « réussit à développer les personnages de façon à la fois amusante et réaliste », alors que l'intrigue principale impliquant Gunn et Cordelia est « étonnamment divertissante » même si elle n'a qu'un intérêt limité et que les scènes de combat sont médiocres.

## Distribution

### Acteurs crédités au générique
- David Boreanaz : Angel
- Charisma Carpenter : Cordelia Chase
- Alexis Denisof : Wesley Wyndam-Pryce
- J. August Richards : Charles Gunn

### Acteurs crédités en début d'épisode
- David Herman : David Nabbit
- Andy Hallett : Lorne
- Chris Babers : Henry
- Cedrik Terrell : Jameel
- Julie Benz : Darla

### Acteurs crédités en fin d'épisode
- Edwin Hodge : Kennan
- Alan Shaw : Deevak